# به
بِه، به جنگلی، شال‌به (نام علمی: Cydonia oblonga) تنها عضو سرده سیدونیا در زیرتبار مالینا (که شامل سیب، گلابی و دیگر میوه‌ها است) از تیره گل‌سرخیان می‌باشد. این درخت برگ‌ریز میوه‌های سخت، معطر و به رنگ زرد طلایی روشن تولید می‌کند که از نظر ظاهری شبیه به گلابی هستند. میوه‌های رسیده به سخت، ترش و گس هستند. این میوه‌ها به صورت خام یا فرآوری‌شده در قالب مربا، پنیر به یا نوشیدنی‌های الکلی مصرف می‌شوند. به دارای گوشت خشک و کرکی است که طعمی ترش و تقریباً گس دارد. با این حال وقتی به پخته می‌شود بو و طعمی بسیار خوش دارد. برای کمپوت مناسب است و به صورت مربا و مارمالاد نیز مناسب است.
این میوه بومی ایران بوده و اکنون به صورت جهانی در ترکیه، چین، ازبکستان، ایران، آرژانتین و نیوزیلند پرورش می‌یابد. درخت به گاهی به عنوان گیاه زینتی به دلیل شکوفه‌های جذاب و صورتی کمرنگ آن یا به صورت بن‌سای کوچک پرورش داده می‌شود.

## توصیف
درختچه‌ها یا درختان کوچک به تا ارتفاع ۴ تا ۶ متر (۱۳ تا ۲۰ فوت) و عرض ۳ تا ۴٫۵ متر (۱۰ تا ۱۵ فوت) رشد می‌کنند. شاخه‌های جوان با کرک خاکستری پوشیده شده‌اند. برگ‌ها بیضی‌شکل هستند و سطح زیرین آن‌ها کرک‌دار است. گل‌های منفرد که در اواخر بهار پس از برگ‌ها ظاهر می‌شوند، سفید یا صورتی رنگ هستند.
میوه رسیده معطر است اما همچنان سفت باقی می‌ماند؛ بافت زمینه دانه‌دانه‌ای در سراسر گوشت میوه پراکنده است. این میوه از بسیاری از سیب‌ها بزرگ‌تر است و وزنی تا ۱ کیلوگرم (۲٫۲ پوند) دارد، اغلب به شکل گلابی اما گاهی تقریباً کروی است.
دانه‌های به دارای نیتریل هستند که در دانه‌های گل‌سرخیان رایج است. در معده، آنزیم‌ها یا اسید معده یا هر دو، برخی از نیتریل‌ها را آبکافت کرده و هیدروژن سیانید سمی تولید می‌کنند که گازی فرار است. دانه‌ها تنها در صورتی سمی هستند که به مقدار زیاد مصرف شوند.

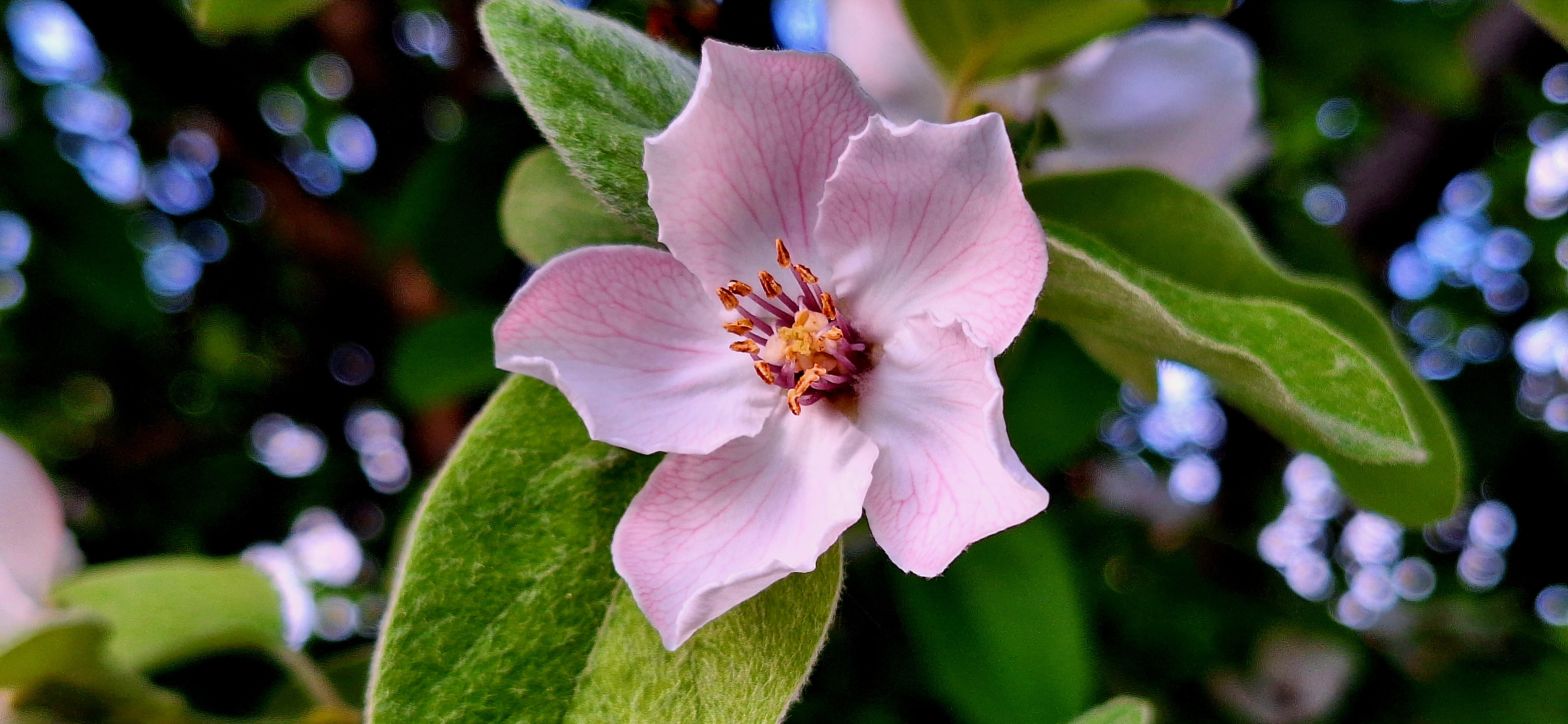
گل
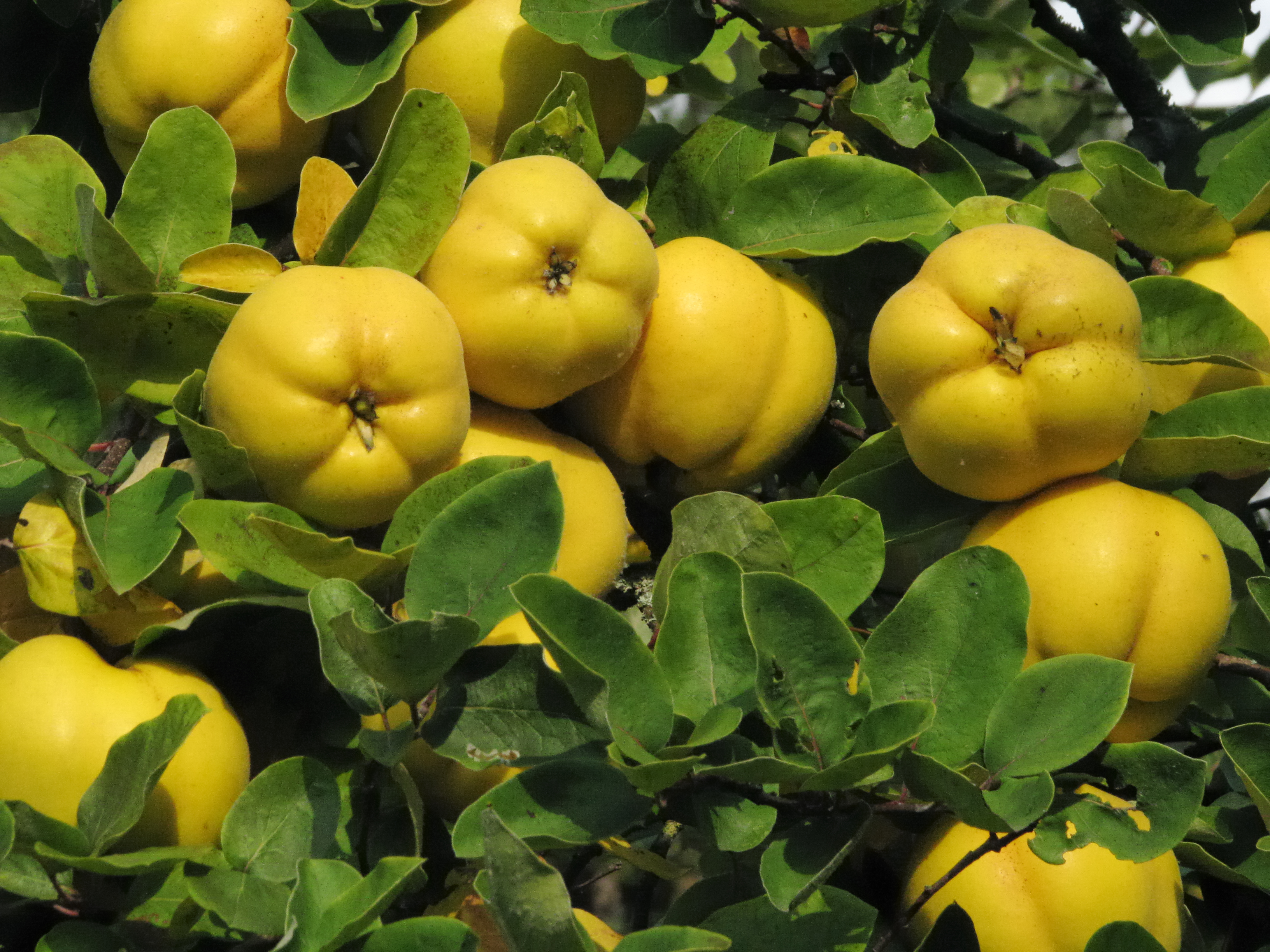
برگ و میوه در حال رسیدن

### نام و طبقه‌بندی
سیدونیا در زیرخانواده بادامی‌واران قرار دارد. درخت به، درختی است از تیره گل سرخیان، جزو دسته سیب‌ها که پشت برگ‌هایش کرک‌دار است.
نام مدرن این میوه در قرن چهاردهم میلادی به‌صورت جمع quoyn شکل گرفت که از طریق فرانسوی باستان cooin وام گرفته شده از لاتین cotoneum malum یا cydonium malum، و در نهایت از یونانی باستان κυδώνιον μῆλον، kydonion melon به معنی «سیب کیدونیا» گرفته شده است.

## تاریخچه
به گونه بومی جنگل‌های هیرکانی در جنوب دریای خزر، ایران است. از این مرکز منشأ، توسط کشاورزان نوسنگی حدود ۵۰۰۰ تا ۳۰۰۰ پیش از میلاد، به مراکز ثانویه مانند ترکیه، آذربایجان، ترکمنستان، افغانستان و سوریه گسترش یافت. به نوبه خود، نژاد بومی‌های به، سپس در سراسر اروپا، روسیه، چین، هند و شمال آفریقا پراکنده شدند. این میوه در قرن شانزدهم به بریتانیا رسید. مهاجران آن را در قرن هفدهم به آمریکای شمالی و در قرن هجدهم به آمریکای مرکزی و جنوبی بردند.

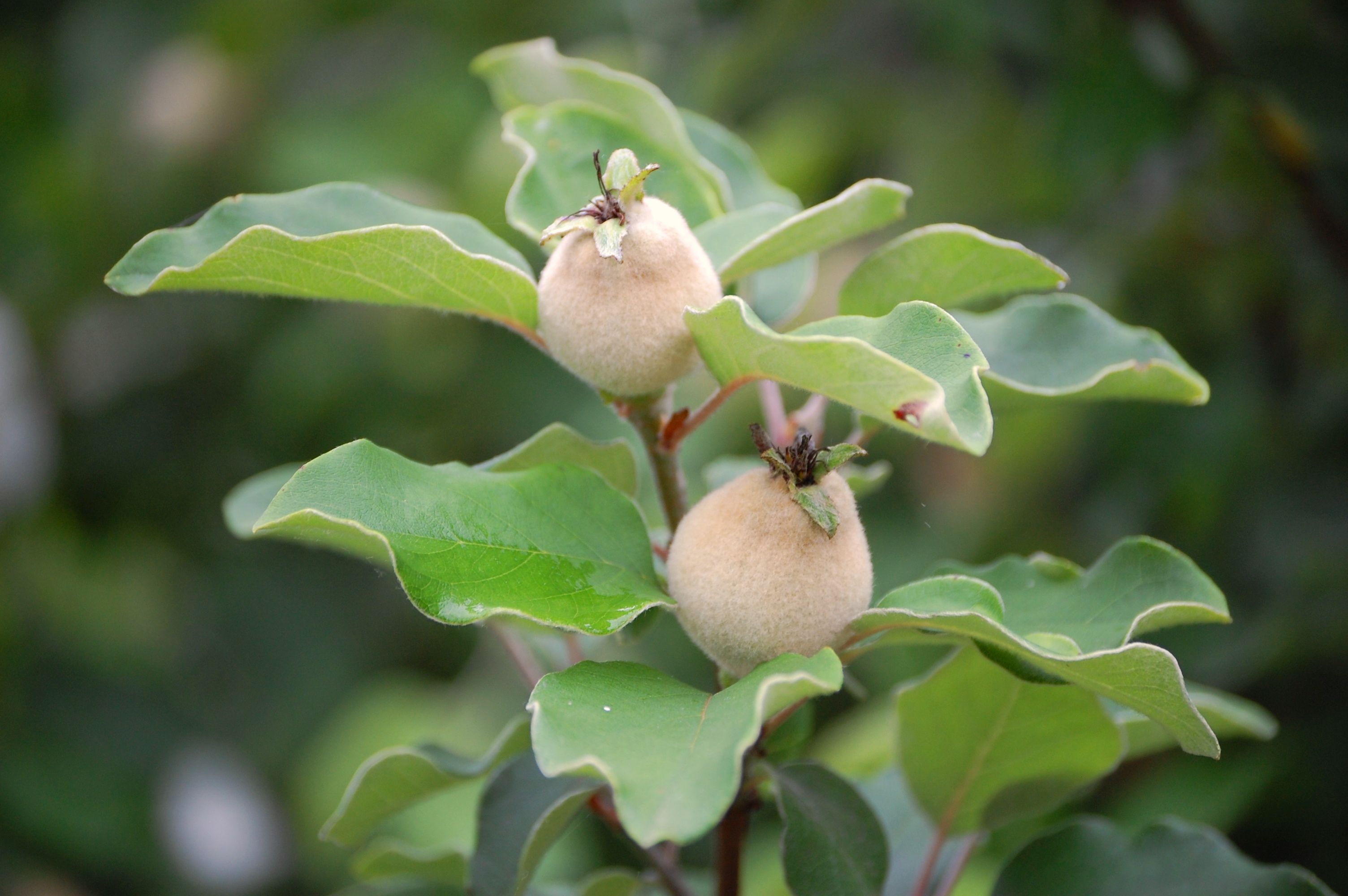
به نرسیده

این میوه در زبان اکدی به نام supurgillu؛ «به‌ها» (به صورت جمع گروهی) شناخته می‌شد، که به زبان آرامی به صورت ספרגלין sparglin وارد شد؛ در یهودیه دوران عبری میشنایی با نام פרישין prishin (وام‌واژه‌ای از آرامی فلسطینی یهودی פרישין "میوه معجزه‌آسا") شناخته می‌شد. به در گرمای دشت بین‌النهرین شکوفا شد، جایی که سیب قادر به رشد نبود. این میوه از دوران باستان در اطراف دریای مدیترانه کشت می‌شد. برخی از باستانیان این میوه را «سیب زرین» می‌نامیدند.
یونانیان به دلیل ارتباط این میوه با کیدونیا در کرت، آن را «سیب کیدونی» می‌نامیدند، و ثئوفراستوس در اثر خود تاریخچه گیاهان اشاره کرده که به یکی از بسیاری از گیاهان میوه‌دهی است که از طریق دانه به‌طور کامل تکثیر نمی‌شود.
به‌عنوان نمادی مقدس از آفرودیته، به در شعری گمشده از کالیماخوس که در نسخه‌ای منثور باقی مانده است، ذکر شده: آکونتیوس وقتی معشوق خود را در حیاط معبد آفرودیته می‌بیند، به‌ای از «باغ آفرودیته» می‌چیند، بر پوست آن کلماتی حک می‌کند و به‌طور پنهانی آن را به پای پرستار بی‌سواد معشوق می‌غلتاند. پرستار که کنجکاو شده، آن را به دختر می‌دهد تا با صدای بلند بخواند. دختر بدون اینکه متوجه شود، می‌گوید: «به آفرودیته سوگند می‌خورم که با آکونتیوس ازدواج خواهم کرد.» چنین سوگندی که در تمنوس الهه گفته شود، قابل شکستن نیست.
پلینیوس در اثر تاریخ طبیعی خود به «انواع متعدد» به اشاره کرده و چهار نوع از آن را توصیف می‌کند.
میوه‌های به تنها برای مدت کوتاهی بر روی درخت رسیده باقی می‌مانند. در کتاب آشپزی رومی De re coquinaria از Apicius توصیه شده برای نگهداری به‌ها، میوه‌های کاملاً سالم و بدون آسیب انتخاب شوند و با ساقه و برگ‌های دست‌نخورده، در عسل و شراب غلیظ غوطه‌ور نگهداری شوند.

## کشت و پرورش
به عنوان یک درختچه مقاوم و متحمل به خشکی، به شرایط متنوعی از خاک‌های با پی‌اچ پایین تا متوسط سازگار است. این گیاه سایه و نور خورشید را تحمل می‌کند، اما برای تولید گل‌های بزرگ‌تر و اطمینان از رسیدن میوه به نور خورشید نیاز دارد. به مراقبت زیادی نیاز ندارد و می‌تواند سال‌ها بدون هرس یا مشکلات عمده آفات و بیماری‌ها زنده بماند. درخت به، در خاک‌های خشک و خیلی آهکی خوب نمی‌روید و نیازمند به خاک ژرف است.
درختان به، سرمای زمستانه کمتری از سیب یا گلابی نیاز دارند ولی به دلیل اینکه قبل از ظهور گل‌ها می‌بایست مقداری رشد رویشی انجام گیرد، گلدهی در بهار دیرتر صورت می‌گیرد. به‌نظر می‌رسد که گلهای به، خودبارور می‌باشند و در هر دو شرایط آب‌وهوایی خنک و گرم میوه آن تشکیل می‌گردد. مقاومت درخت به کمتر از سیب و گلابی است و به‌اندازه درخت گلابی به آتشک حساس است. ریشه‌ها کم‌عمق بوده و به نظر می‌رسد که به اکسیژن بیشتری از سایر انواع میوه‌های دانه‌دار نیاز دارد.
به طور جهانی، به ویژه در اقلیم‌های گرم و معتدل کشت می‌شود. برای گل‌دهی صحیح به دوره‌ای خنک در سال با دمای زیر ۷ درجه سلسیوس (۴۵ درجه فارنهایت) نیاز دارد. تکثیر از طریق قلمه یا خوابانیدن انجام می‌شود؛ روش قلمه گیاهان بهتری تولید می‌کند، اما نسبت به روش خوابانیدن زمان بیشتری برای بالغ شدن نیاز دارد. ارقام اصلاح شده با قلمه یا خوابانیدن پیوند بر روی ساقه زیرزمینی تولید می‌شوند. تکثیر با بذر به صورت تجاری استفاده نمی‌شود. برای تولید درختان میوه‌ده جهت استفاده تجاری، بوته‌های ضخیم باید هرس شده و به یک ساقه تبدیل شوند. این درخت خودگرده‌افشان است، اما با گرده‌افشانی محصول بیشتری تولید می‌کند.
میوه‌ها معمولاً تا زمان رسیدگی کامل روی درخت باقی می‌مانند. در مناطق گرم‌تر، ممکن است آنقدر نرم شوند که قابل خوردن باشند، اما در مناطق خنک‌تر، رسیدگی اضافی مورد نیاز است. برداشت میوه در اواخر پاییز و قبل از اولین سرما صورت می‌گیرد. به عنوان پایه‌ای برای برخی از ارقام گلابی استفاده می‌شود.
در اروپا، به‌طور معمول در مناطق مرکزی و جنوبی کشت می‌شود، جایی که تابستان‌ها به اندازه کافی گرم هستند تا میوه کاملاً برسد. کشت این میوه در مقیاس وسیع انجام نمی‌شود؛ معمولاً یک یا دو درخت به همراه سیب و سایر درختان میوه در باغ‌های مختلط کاشته می‌شوند. به عنوان مثال، در مستعمرات نیوانگلند قرن هجدهم، همیشه یک درخت در گوشه پایین باغ سبزیجات کاشته می‌شد، همان‌طور که آن لیتون در سوابق پرتسموث و نیوبریپورت، ماساچوست اشاره کرده است.: ۲۴۳  شارلمانی دستور داد که درختان در باغ‌های مجهز کاشته شوند. در انگلستان، اولین بار در حدود سال ۱۲۷۵ ثبت شده است، زمانی که ادوارد اول تعدادی درخت را در برج لندن کاشت.

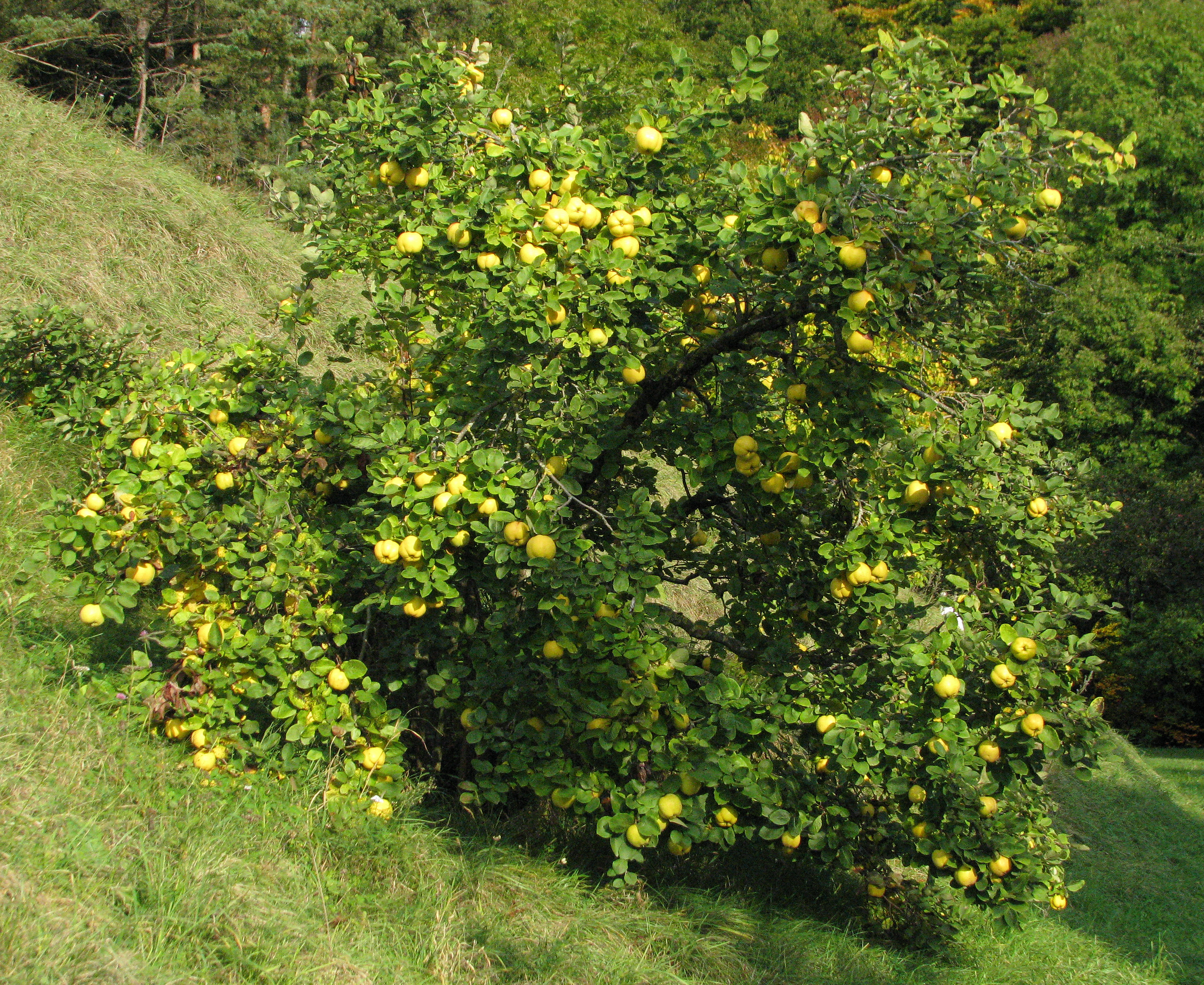
درخت به
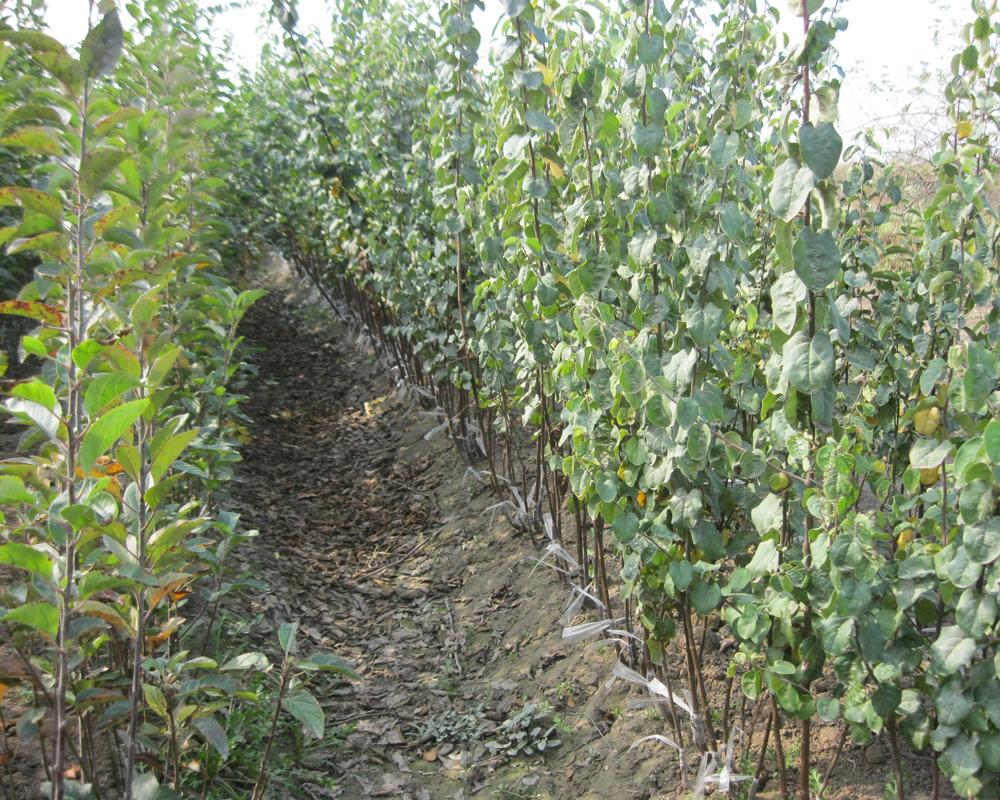
نهالستان به
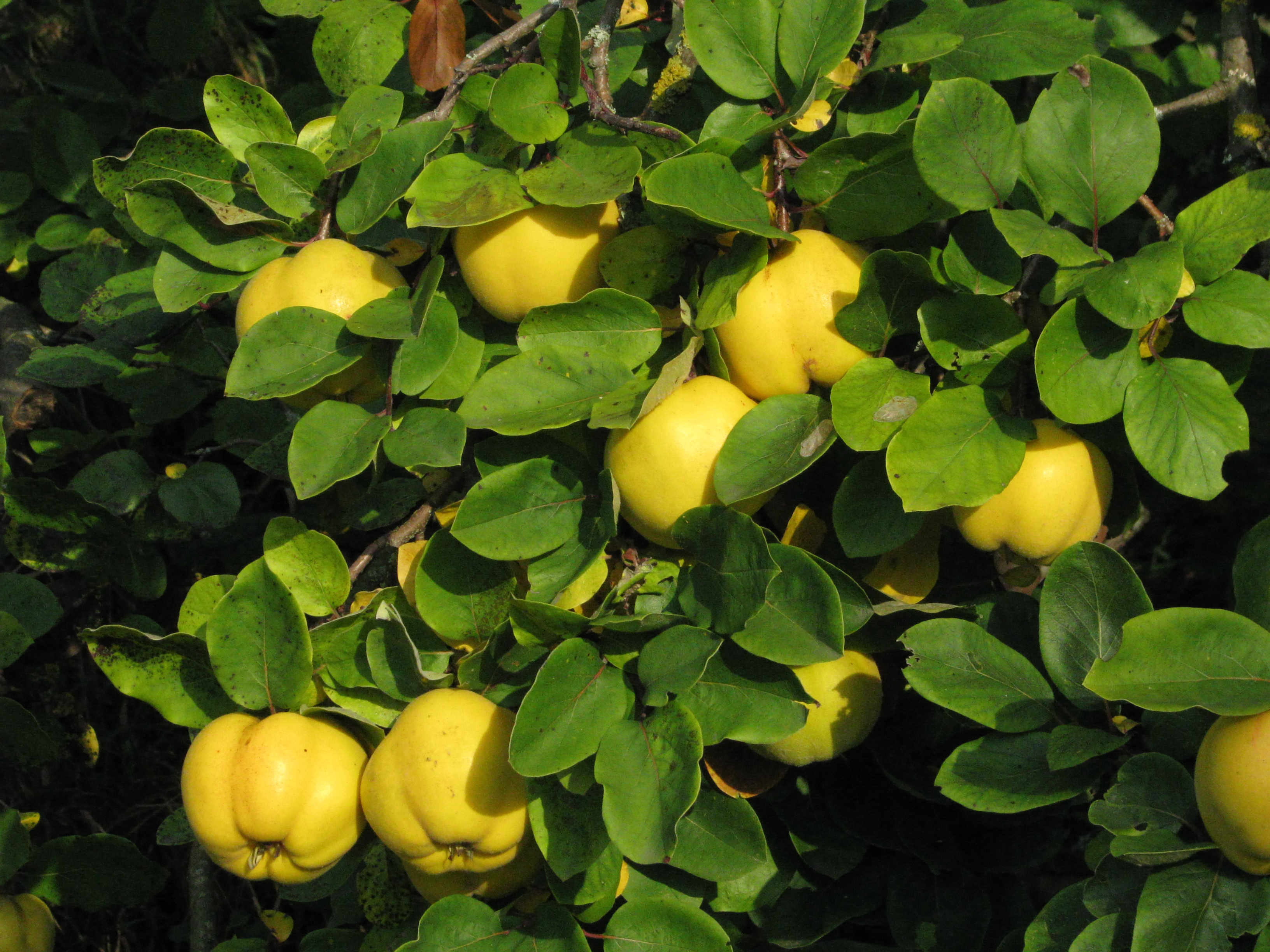
میوه‌ها روی درخت
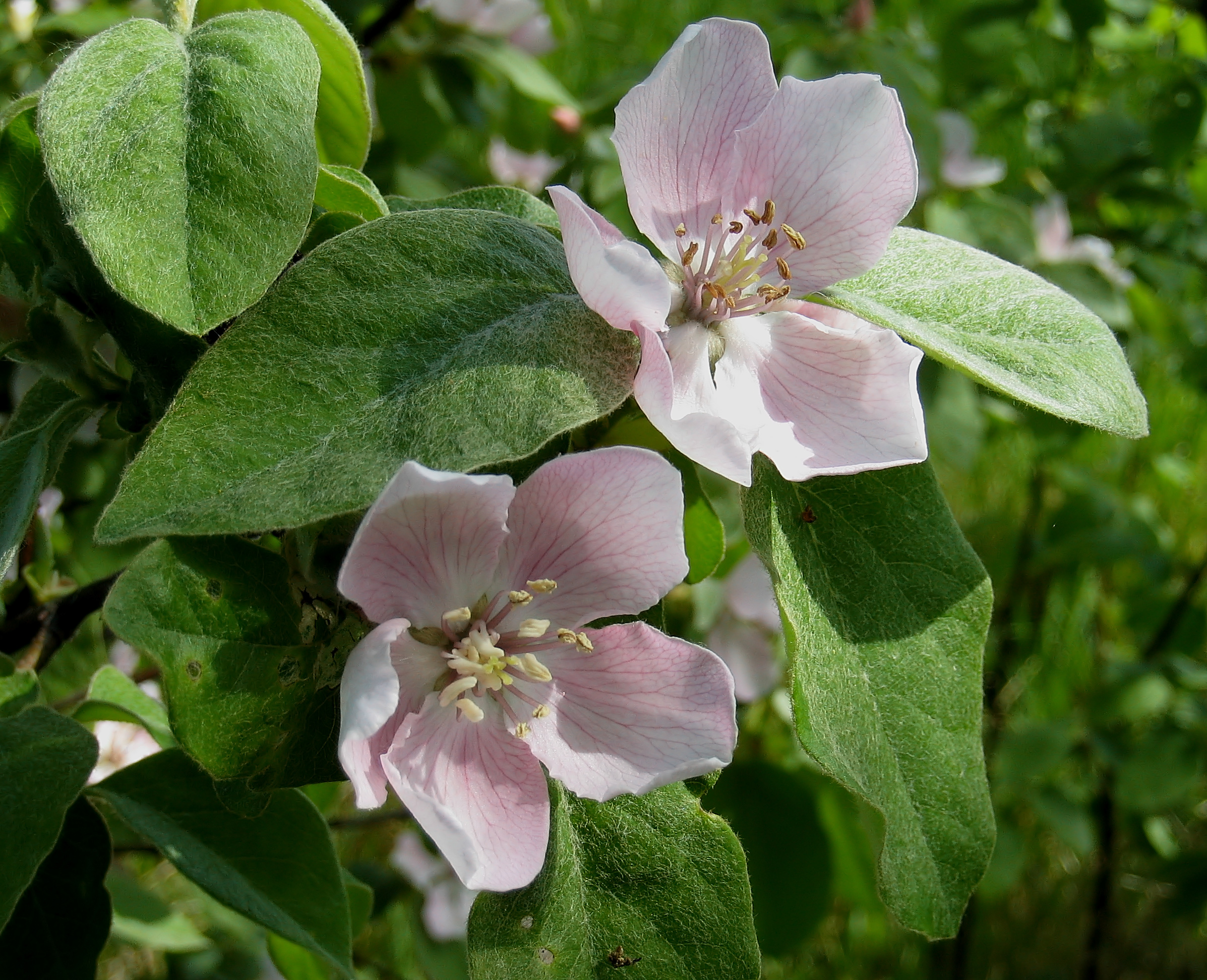
گل به

### آفات و بیماری‌ها
درخت به دچار انواع آفات حشره‌ای می‌شود، از جمله شته‌ها، شپشک‌ها، شپشک آردی و لارو پروانه‌ها مانند برگ‌پیچان‌ها (Tortricidae) و کرم سیب.
اگرچه به گیاهی مقاوم است، اما در هوای گرم ممکن است به بیماری‌های قارچی مبتلا شود که منجر به ریزش زودرس برگ‌ها می‌شود. بیماری بلایت برگ به که توسط قارچ Diplocarpon mespili ایجاد می‌شود، در تابستان‌های مرطوب تهدیدی جدی است و موجب لکه‌دار شدن شدید برگ‌ها و ریزش زودهنگام آن‌ها می‌شود، اگرچه تأثیر کمتری بر میوه دارد.
زنگ سرو-به که توسط قارچ Gymnosporangium clavipes ایجاد می‌شود، برای تکمیل چرخه زندگی خود به دو میزبان نیاز دارد، که معمولاً یکی از آن‌ها ارس (سرده) و دیگری از خانواده گل‌سرخیان است. این بیماری به شکل زائده‌های قرمز بر روی بخش‌های مختلف گیاه ظاهر می‌شود و ممکن است به‌هایی که در نزدیکی درختان ارس رشد کرده‌اند را تحت تأثیر قرار دهد.

### تولید
| تولید به در سال ۲۰۲۱ | تولید به در سال ۲۰۲۱ |
| کشور                 | (تن)                 |
| -------------------- | -------------------- |
| ترکیه                | ۱۹۲٬۰۱۲              |
| چین                  | ۱۱۱٬۳۷۷              |
| ازبکستان             | ۹۷٬۵۳۶               |
| ایران                | ۹۰٬۵۶۴               |
| مراکش                | ۵۴٬۶۴۱               |
| جهان                 | ۶۹۷٬۵۶۳              |
| منبع: UN FAOSTAT     |                      |

این میوه بومی ایران و جنوب اروپا و آسیای صغیر بوده و اکنون به صورت جهانی در ترکیه، چین، ازبکستان، ایران، آرژانتین و نیوزیلند پرورش می‌یابد. در سال ۲۰۲۱، تولید جهانی به ۶۹۷٬۵۶۳ تن رسید که ترکیه و چین مجموعاً ۴۳ درصد از کل تولید جهانی را به خود اختصاص دادند.

### ارقام (گونه‌ها)
ارقام مختلف به شامل:
| - Champion - Cookes Jumbo (syn. Jumbo) - Dwarf Orange - Gamboa - Le Bourgeaut - Lescovacz | - Ludovic - Maliformis - Meeches Prolific - Morava - Orange (syn. Apple quince) - Perfume | - Pineapple - Portugal (syn. Lusitanica) - Siebosa - Smyrna - Van Deman - Vranja (syn. Bereczki) |

رقم‌های Vranja Nenadovic و Serbian Gold موفق به دریافت جایزه گاردن مریت از انجمن سلطنتی باغبانی شده‌اند.

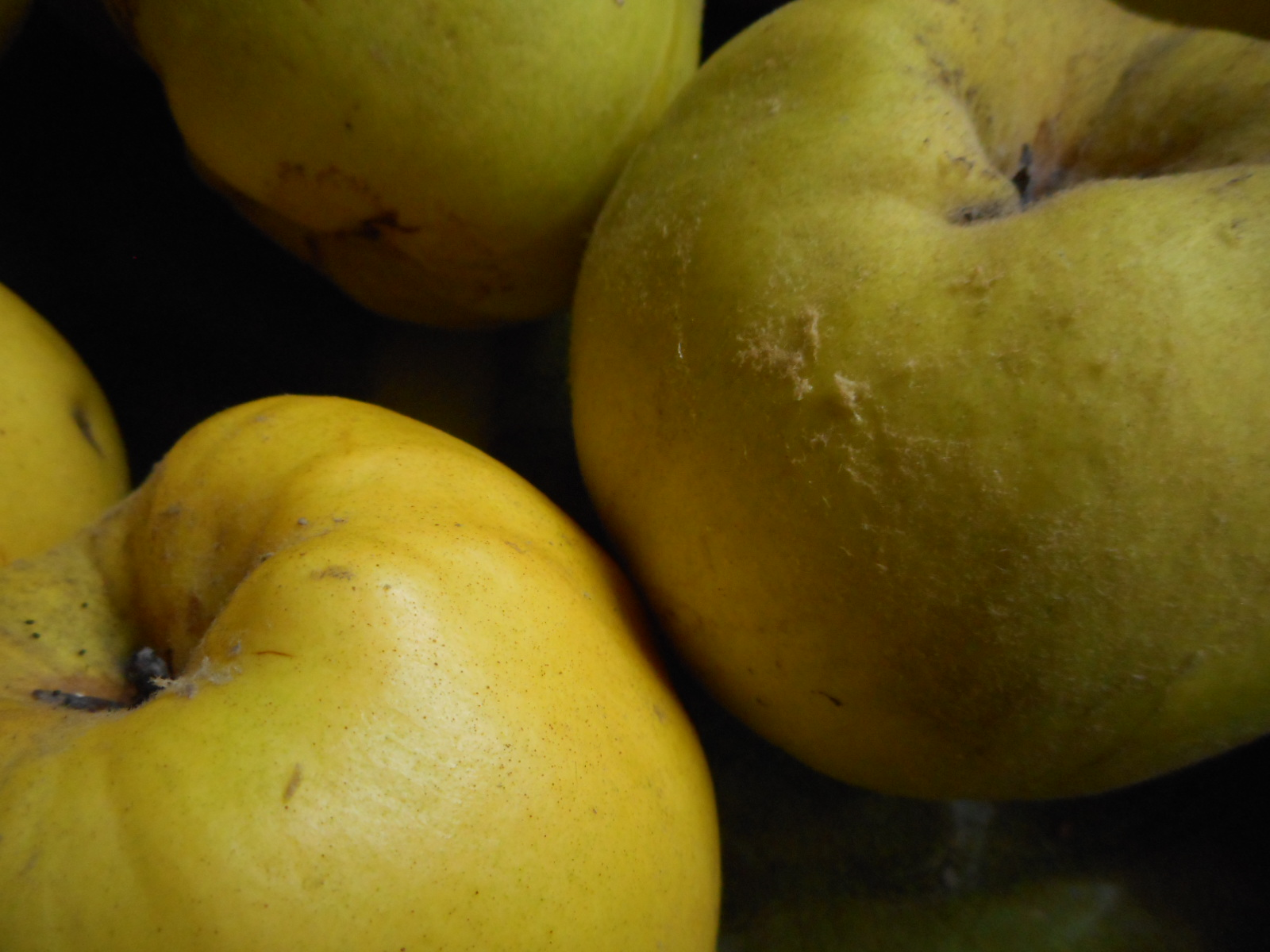
رقم روسی Aromatnaya
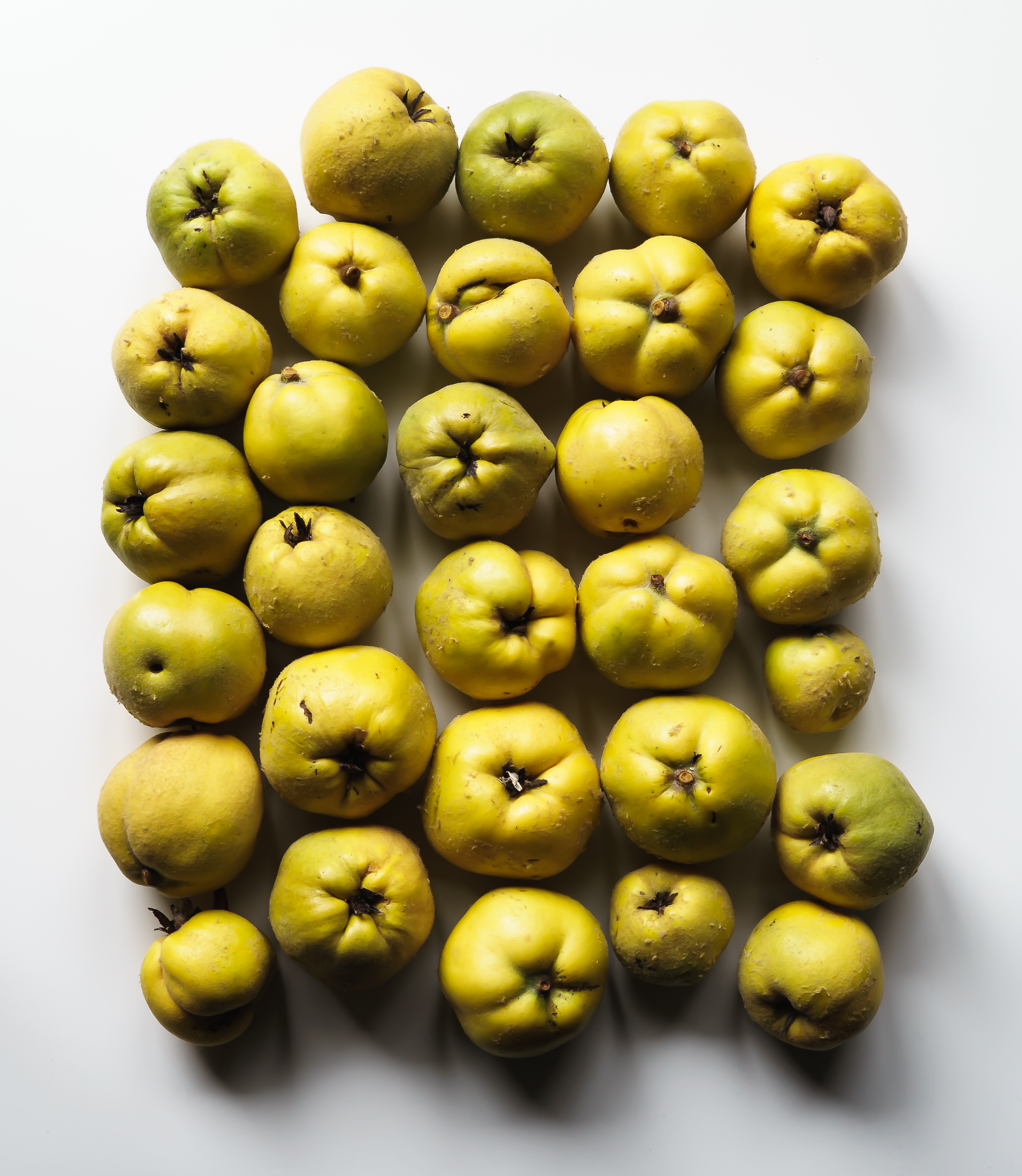
رقم سیب‌مانند Constantinople از منطقه فوگلسبرگ
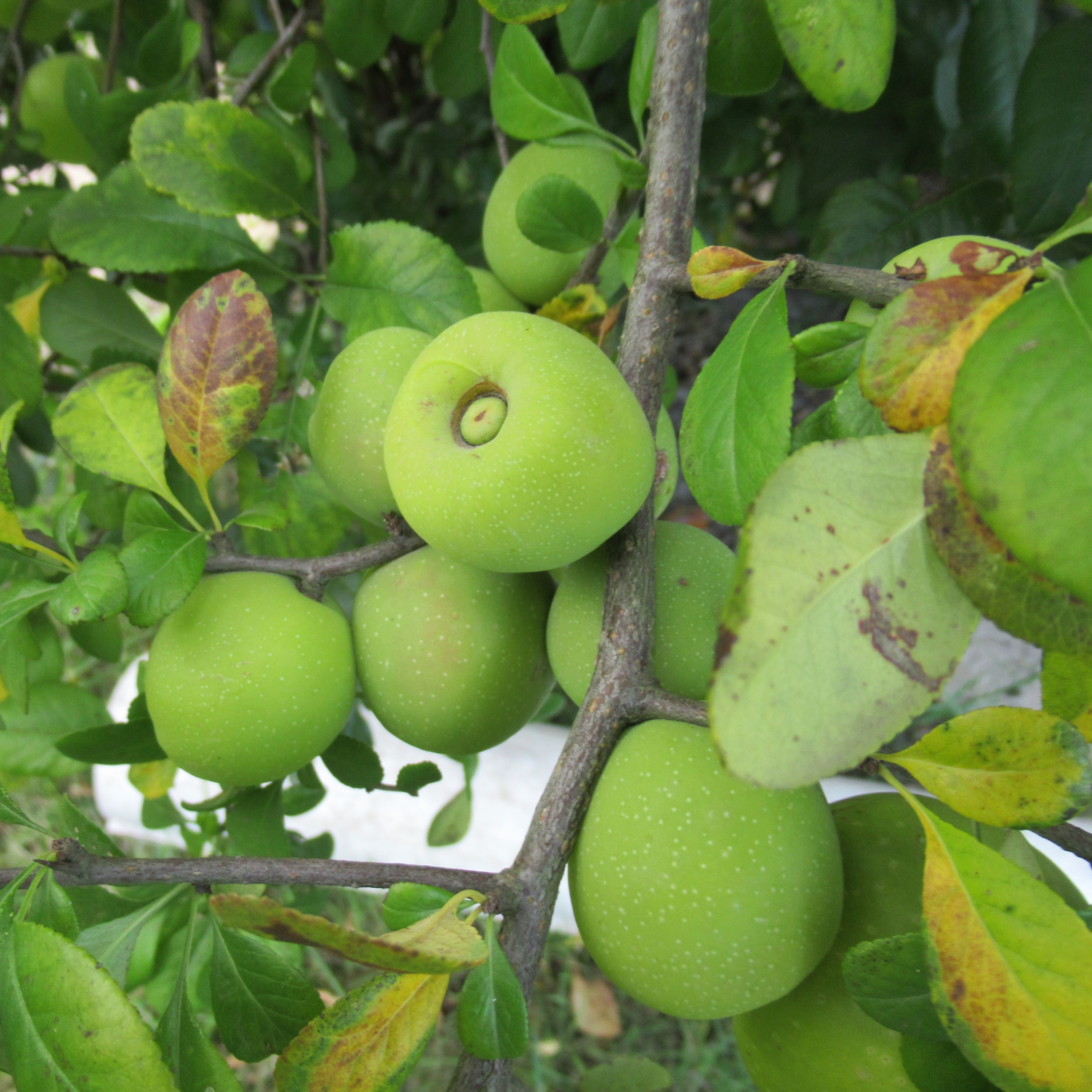
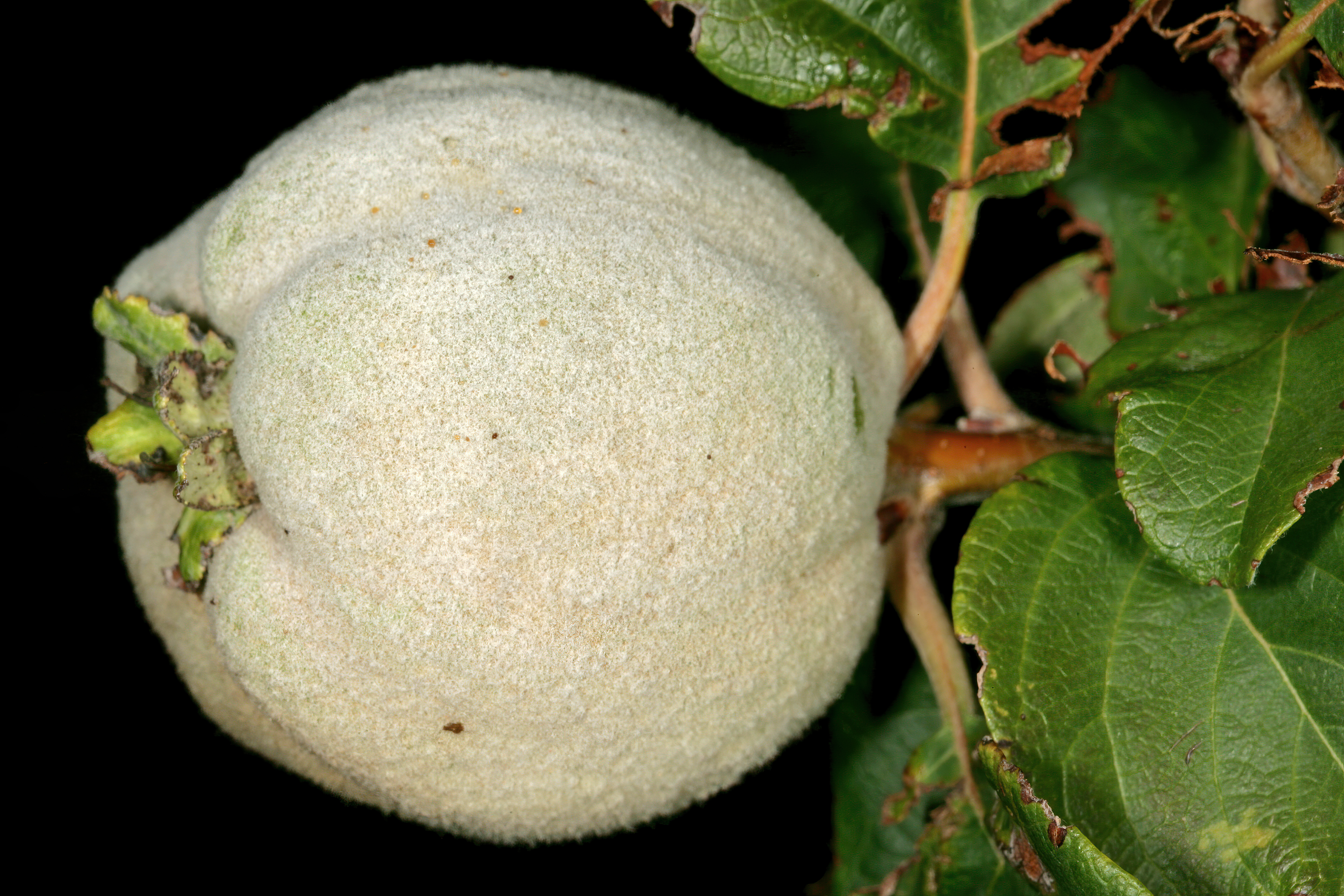

## موارد استفاده

### ارزش غذایی
یک به خام نزدیک به ۸۴٪ آب، ۱۵٪ کربوهیدرات و مقدار کمی چربی و پروتئین دارد. مقدار ۱۰۰ گرم، این میوه ۲۳۸ کیلوژول انرژی فراهم می‌کند و مقدار متوسطی ویتامین C (۱۸٪ از مقدار مواد مغذی مورد نیاز روزانه) دارد، بدون اینکه ریزمغذی‌های دیگری در درصد قابل توجهی از ارزش روزانه مواد مغذی وجود داشته باشد.
به سرشار از ویتامین آ، ویتامین ب، املاح آهکی و تانن است. به دارای پروتید، گلوسید، لیپید و آب است و صد گرم آن تولید ۱۱۲ کالری انرژی می‌کند. به مقوی قلب، معده و اعصاب است و دمنوش آن آرامبخش است.

### نوشیدنی
در بالکان، نوشیدنی الکلی اوت دو وی (رکیا) از به تهیه می‌شود. میوه‌های رسیده از انواع شیرین‌تر شسته و از خراب شدن و دانه‌ها پاک می‌شوند، سپس خرد یا له می‌شوند، با آب سرد یا جوشان شیرین شده و مخمر مخلوط می‌شوند و برای چند هفته در دمای مناسب باقی می‌مانند تا تخمیر شوند. پس از تخمیر، مخلوط تخمیر شده یکبار نوشیدنی الکلی تقطیری می‌شود که حدود ۲۰–۳۰ درصد الکل به دست می‌آید. اگر دوباره تقطیر شود، نوشیدنی با حدود ۶۰٪ الکل به‌دست می‌آید. این دو تقطیر ممکن است با هم مخلوط یا با آب مقطر رقیق شوند تا محصول نهایی با ۴۲–۴۳٪ الکل حاصل گردد.
در منطقه آلزاس فرانسه و منطقه کانتون وله سوئیس، «لیکیور د کوئینگ» (liqueur de coing) از به به عنوان یک «دیزستیو» (digestif) مصرف می‌شود.
در کارولینای شمالی در سال ۱۷۰۹، جان لاوسون اشاره کرد که او "قاضی مناسبی برای انواع مختلف بِه‌ها نیست که آن‌ها را "برنزویک"، "پرتغال" و "بارباری" می‌نامند"، اما او اشاره کرد که "از این میوه شراب یا نوشیدنی‌ای به نام "کوئینس درینک" درست می‌کنند که من آن را بیشتر از هر چیزی که در کشورشان تولید می‌شود تایید می‌کنم، هرچند که مقدار زیادی شراب سیب و شراب گلابی هم در آنجا تولید می‌شود. "کوئینس درینک" معمولاً باعث پاکسازی می‌شود."

### استفاده در آشپزی
بِه‌ها به خاطر عطر و طعم شدید و ترشی‌شان مورد توجه قرار دارند. با این حال، بیشتر انواع آن‌ها به قدری سفت و ترش هستند که نمی‌توانند به صورت خام خورده شوند. این میوه‌ها ممکن است پخته یا کبابی شوند و برای تهیه مربا، مارمالاد، ژله یا پودینگ استفاده شوند. برخی از انواع خاص مانند Aromatnaya و Kuganskaya می‌توانند به صورت خام خورده شوند. به دلیل محتوای بالای پکتین، از آن‌ها برای تهیه نگهدارنده میوه‌ها و پودینگ به استفاده می‌شود، یا ممکن است پوست‌کنده، سپس کبابی، پخته یا بخارپز شوند؛ سطح پکتین با رسیدن میوه کاهش می‌یابد. پخت طولانی با شکر باعث می‌شود گوشت میوه به دلیل وجود آنتوسیانین‌های رنگی، قرمز شود.
طعم قوی بِه‌ها باعث می‌شود که بتوانند در مقادیر کم به پای سیب و مربا اضافه شوند. اضافه کردن به خرد شده به سس سیب، طعم آن را تقویت می‌کند. واژه «مارمالاد»، که در اصل به مربای به اشاره دارد، از واژه پرتغالی marmelo به معنی این میوه گرفته شده است.
پاستیل به یا ژله به که از شبه‌جزیره ایبریا منشأ گرفته است، یک خمیر سفت، چسبناک و شیرین قرمز رنگ است که با پخت طولانی به با شکر تهیه می‌شود. این خوراکی در دنیای اسپانیایی زبان به نام dulce de membrillo شناخته می‌شود و معمولاً همراه با پنیر مانچگو مصرف می‌شود.
به در شام، به‌ویژه در سوریه، مورد استفاده قرار می‌گیرد. این میوه به مرغ یا کبه افزوده می‌شود تا طعمی شدید و منحصر به فرد ایجاد کند، همان‌طور که در کبه سفارجلیه دیده می‌شود.

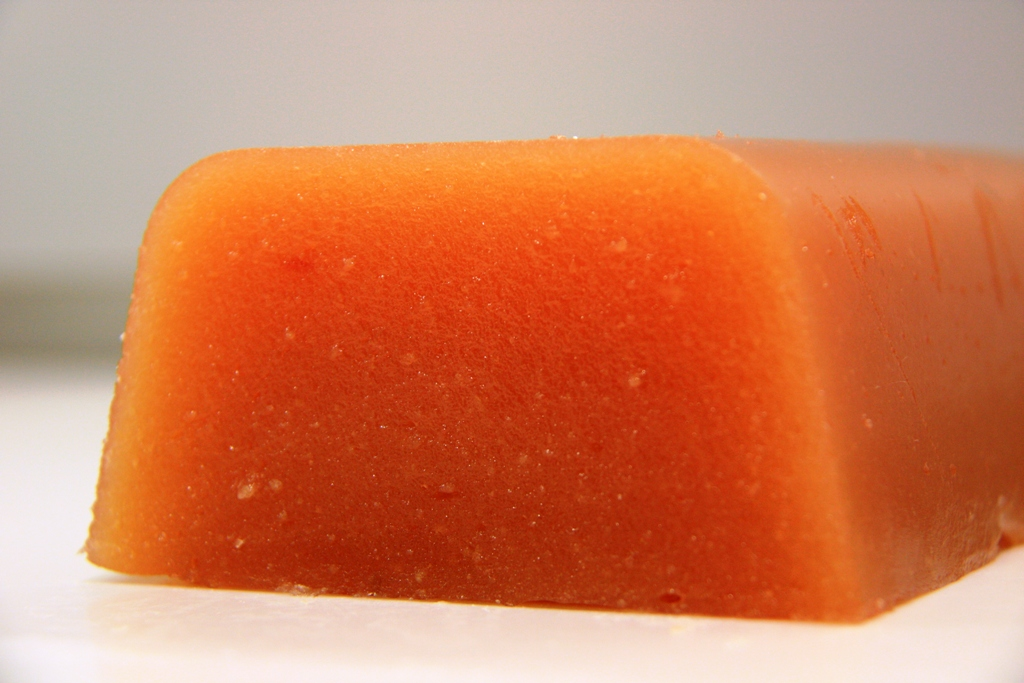
پاستیل به
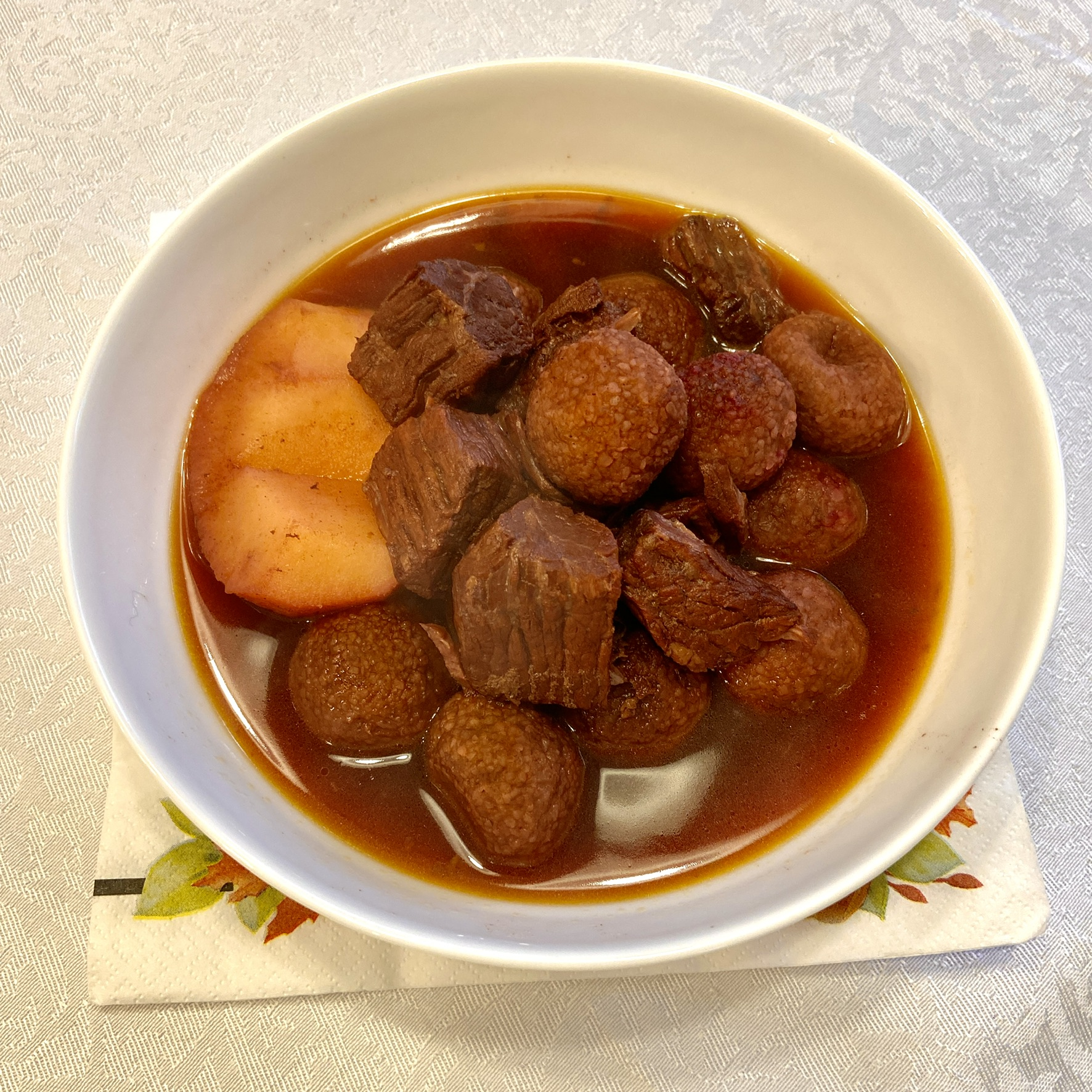
کبه سفارجلیه شام، خوراک گوشت گاو در سس به
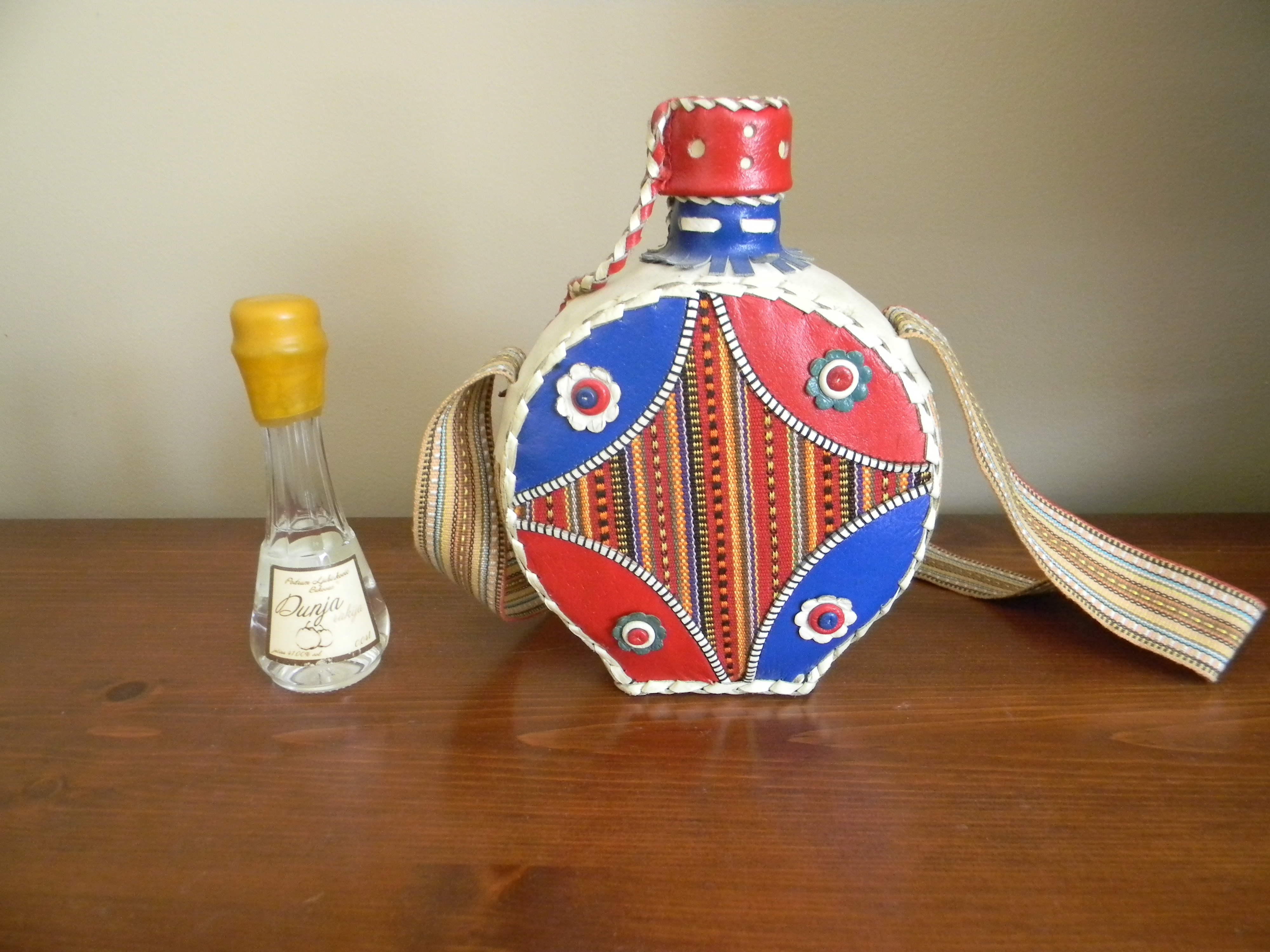
راکیا از صربستان

## در هنر و ادبیات
در متون شاعران یونانی باستان مانند ایبیکوس و آریستوفان، از به (که به یونانی «کیدونیا» نامیده می‌شود) به‌عنوان یک واژه با معنای مبهم و گاهی شوخ‌طبعانه برای اشاره به سینه‌های نوجوانان استفاده شده است. در اثر پلوتارک با عنوان «حیات مردان نامی»، گفته شده که سولون فرمان داده بود که «عروس و داماد در یک اتاق بسته شوند و یک به را با هم بخورند.» در مورد قهرمان هرکول، این احتمال وجود دارد که سیب‌های زرین که به او نسبت داده شده‌اند، در واقع به بوده باشند. در بالکان، زمانی که یک نوزاد متولد می‌شود، یک درخت به به‌عنوان نماد باروری، عشق و زندگی کاشته می‌شود.
همچنین در اشعار جفنگ ادوارد لیر که در سال ۱۸۷۰ منتشر شد، در قطعه‌ای به نام «جغد و پیشی»، اشاره‌هایی به به وجود دارد.
آن‌ها بر روی خورشت گوشت و تکه‌هایی از به غذا خوردند،

که با قاشق رنسابل می‌خوردند؛

و دست در دست، کنار ساحل ایستاده،

زیر نور ماه رقصیدند.
کیت یانگ در روزنامه گاردین نوشته است که این شعر ممکن است بی‌معنی باشد، اما تکه‌های به با دسرهایی مانند مرنگ و خامه زده‌شده ترکیب خوبی دارند.
در گالری تصاویر، آثار مختلف هنری نشان داده شده‌اند، از جمله «فارنزه هرکول» که سه سیب زرین یا به در دست دارد، نسخه‌ای از مجسمه‌ای متعلق به قرن سوم میلادی. همچنین، نقاشی‌های هنرمندانی چون کاراواجو، خوان سانچز کوتان و ونسان ون گوگ نیز در این بخش به نمایش درآمده است که به را به عنوان یک موضوع هنری در آثار خود گنجانده‌اند.

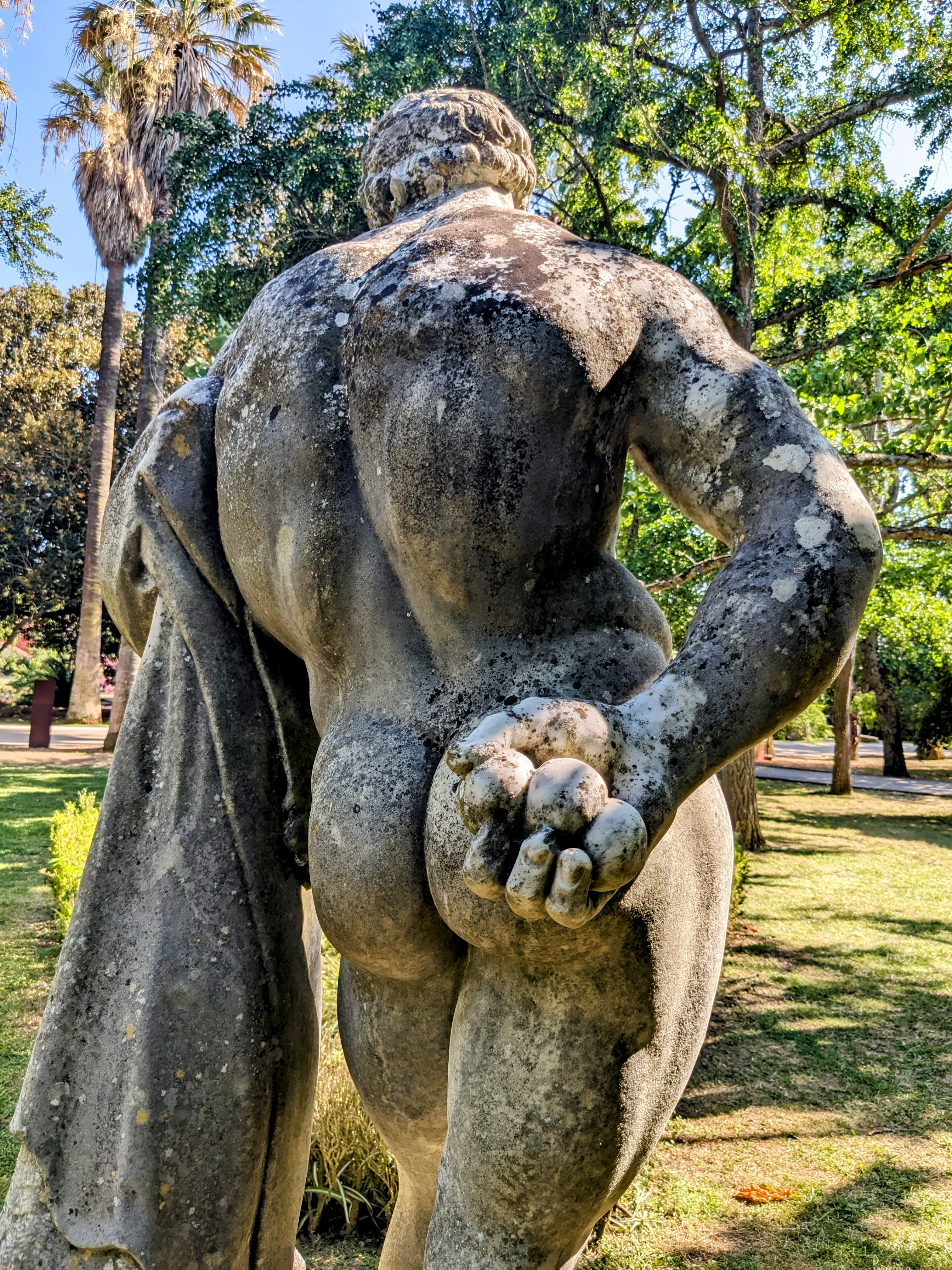
مجسمه «هرکول فارنزه» که در آن هرکول سه «سیب زرین» یا همان «به» را در دست دارد.
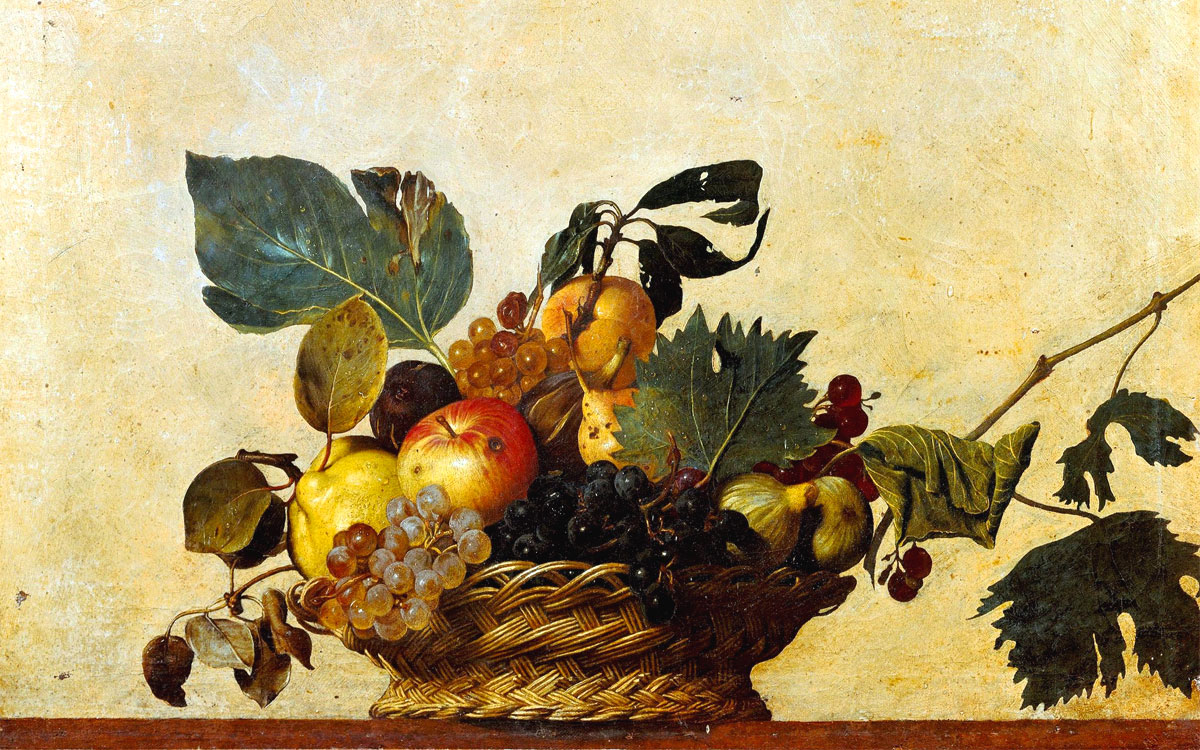
به در سبد میوه اثر «کاراواجو»، ۱۵۹۷–۱۶۰۰
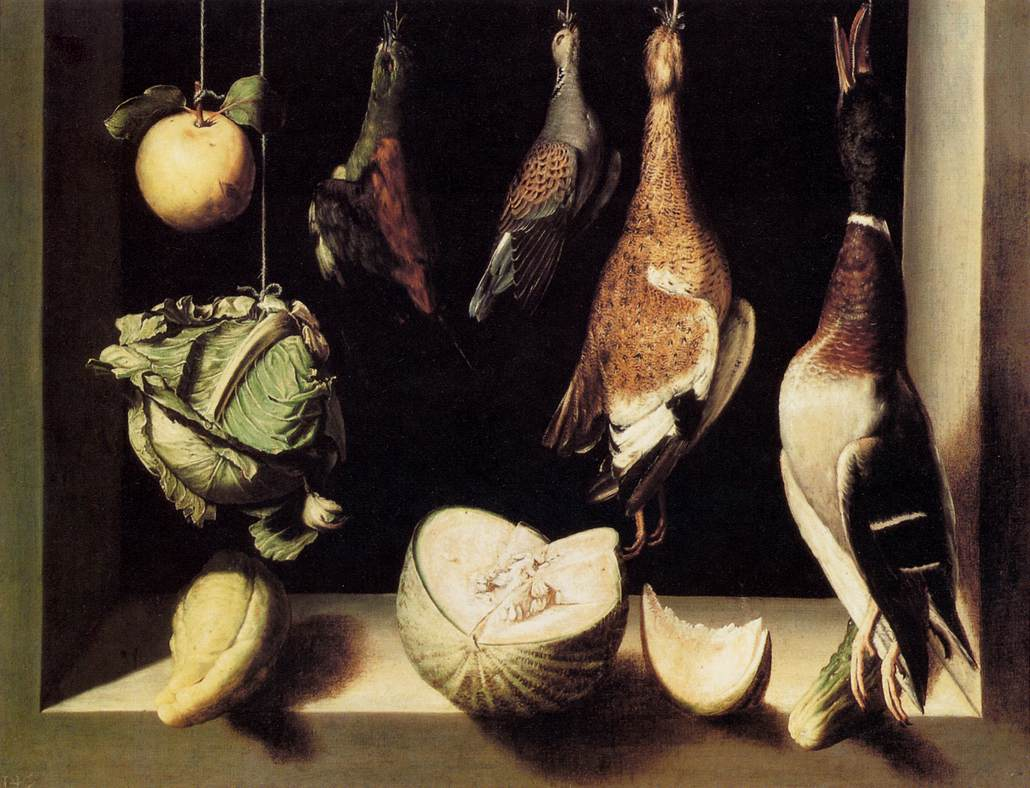
به در یک نقاشی طبیعت بی‌جان اثر «خوان سانچز کوتان»، ۱۶۰۰–۱۶۰۳
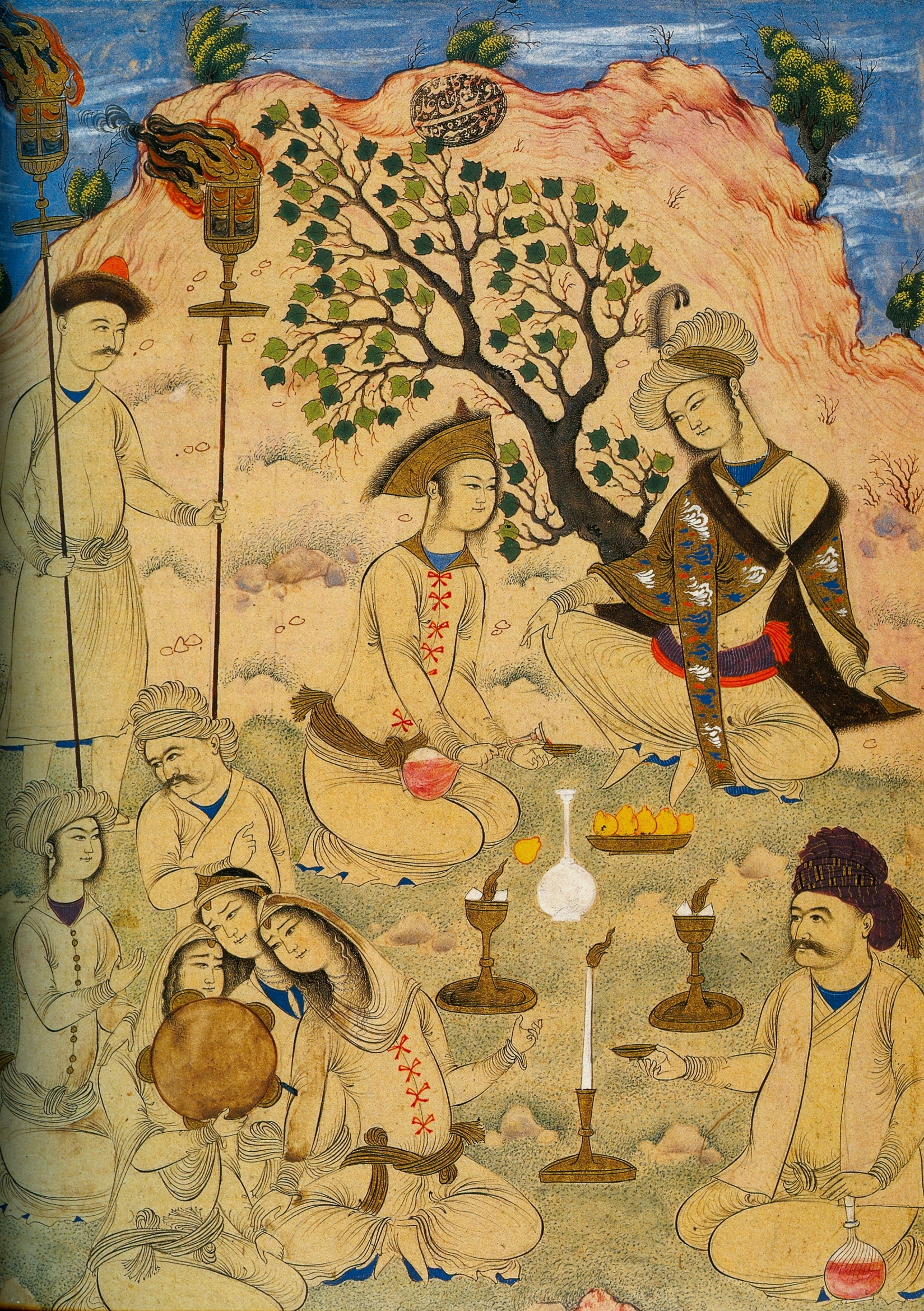
«پیکنیک شبانه»، سبد به در اثر «محمد قاسم تبریزی»، مینیاتور حدود سال ۱۶۵۰
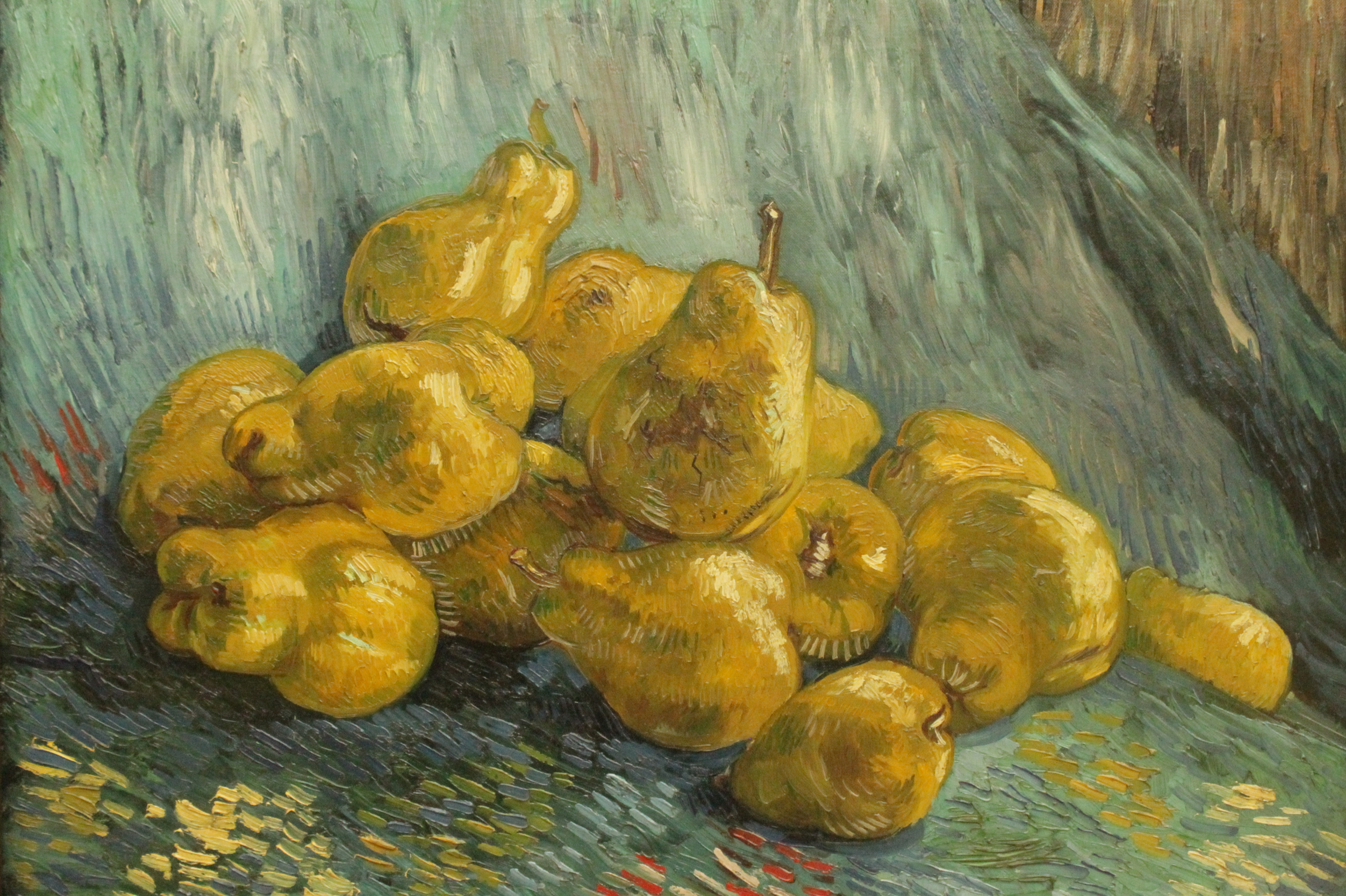
طبیعت بی‌جان از چند به
اثر «ونسان ون گوگ»، ۱۸۸۷